# Абдраев, Карике Абдраевич
Карике Абдраевич Абдраев (кирг. Карыке Абдраев; 6 октября 1932, с. Корумду, Иссык-Кульский район, Киргизская АССР, РСФСР, СССР — 10 октября 2009) — советский и киргизский государственный и партийный деятель. Председатель Иссык-Кульского облисполкома (1970—1980), председатель Организационного комитета Президиума Верховного Совета Киргизской ССР по Таласской области, первый секретарь Таласского обкома КП Киргизии (1980—1986). Депутат Верховного Совета Киргизской ССР VIII—X созывов (1971—1984), депутат Совета Национальностей Верховного Совета СССР XI созыва от Киргизской ССР (1984—1989).

## Биография
Родился 6 октября 1932 года в селе Корумду Иссык-Кульского района, Киргизской АССР (ныне — Иссык-Кульской области Киргизии).
В 1955 году окончил Московский текстильный институт.
В 1955—1958 годы — сменный мастер, начальник цеха, начальник производства Пенько-Джутовой фабрики управления лёгкой промышленности Совнархоза Киргизской ССР.
В 1958—1961 годы — старший инженер, главный специалист Управления лёгкой промышленности Совнархоза Киргизской ССР.
В 1961—1963 годы — Начальник управления промышленности Министерства местного хозяйства Киргизской ССР.
В 1963—1967 годы — заместитель начальника Главного управления бытового обслуживания населения при Совете Министров Киргизской ССР.
В 1967—1970 годы — Первый заместитель министра бытового обслуживания населения Киргизской ССР.
В 1970—1980 годы — член оргбюро ЦК КП Киргизской ССР и председатель оргкомитета Президиума Верховного Совета Киргизской ССР по Иссык-Кульской области, Председатель Иссык-Кульского областного исполнительного комитета.
В 1980—1986 годы — Председатель оргбюро ЦК КП Киргизской ССР по Таласской области, затем Первый секретарь Таласского обкома партии.
В 1986—1991 годы — Министр местной промышленности Киргизской ССР.
В 1991—1992 годы — Председатель правления Государственного концерна «Кенч».
В 1992—2001 годы — Председатель правления Ассоциации «Кенч» Кыргызской Республики, Председатель общества дружбы «Кыргызстан-Турция».

## Награды
- Два ордена Трудового Красного Знамени (1975 и 1982 годы)
- Орден «Знак Почёта» (1971 год)
- Звание «Заслуженный работник промышленности Кыргызской Республики».